# Atlantasellus
Atlantasellus é um género de crustáceo da família Atlantasellidae.
Este género contém as seguintes espécies:
- Atlantasellus cavernicolus